# Франц Вагнер (баскетболіст)
Франц Якоб Вагнер (нім. Franz Jacob Wagner, 27 серпня 2001, Берлін, Німеччина) — німецький баскетболіст. Грає на позиції легкого форварда. У сезоні 2023/24 гравець команди НБА «Орландо Меджик». Кар'єру в НБА розпочав у 2021 році. Чемпіон світу 2023 року у складі збірної Німеччини. Молодший брат іншого німецького баскетболіста Моріца Вагнера.

## Титули і досягнення
У складі збірної Німеччини
- 3 місце чемпіонату Європи: 2022.
- Чемпіон світу: 2023.